# Tomáš Pekhart
Tomáš Pekhart (Sušice, Csehszlovákia, 1989. május 26. –) cseh válogatott labdarúgó, a lengyel Legia Warszawa csatárja. A cseh válogatott tagjaként ott volt a 2012-es Európa-bajnokságon.

## Pályafutása
Pekhart megfordult a TJ Sušice és a TJ Klatovy ifiakadémiáján is, mielőtt 2003-ban a Slavia Praha U18-as csapatához került volna. 2006 nyarán a Tottenham Hotspur akadémiájára került. Első szezonjában 20 mérkőzésen 19 gólt szerzett az ifik között, továbbá 12 tartalék mérkőzésen is pályára lépett. 2008-ban profi szerződést kapott a klubtól, majd 2008 augusztusában kölcsönvette a Southampton. Szeptember 14-én, a Queens Park Rangers ellen debütált. Első és egyetlen gólját egy Ipswich Town elleni 2-2-es meccsen szerezte. 2009 januárjában tért vissza a Tottenhamhez, de rögtön kölcsönadták egy évre, ezúttal a Slavia Prahának.
2010. január 12-én a Baumit Jablonechez igazolt. A 2010/11-es szezon felénél kölcsönadták a Sparta Prahának. 2011. július 1-jén véglegesen is elhagyta a Jablonecet, és az 1. FC Nürnberghez szerződött.

### A válogatottban
Pekhart részt vett a 2007-es U20-as világbajnokságon, 18 évesen ő volt a keret legfiatalabb tagja. Hét mérkőzésen lépett pályára, az Argentína elleni döntő is játszott, a csehek végül ezüstérmesek lettek. Az U21-es válogatottban 17 gólt szerzett, ezzel hazájában új rekordot állított be. Ott volt a 2011-es U21-es Eb-n is.
A felnőtt válogatottban 2010. május 22-én, Törökország ellen debütált. Bekerült a csehek 2012-es Európa-bajnokságon részt vevő keretébe, a tornán két csoportmeccsen, Görögország és Lengyelország ellen játszott.

## Sikerei, díjai
Legia Warszawa
- Lengyel Kupa
  - Győztes (1): 2022–23

## Fordítás
- Ez a szócikk részben vagy egészben  a   Tomáš Pekhart című angol Wikipédia-szócikk fordításán alapul.  Az eredeti cikk szerkesztőit annak laptörténete sorolja fel. Ez a jelzés csupán a megfogalmazás eredetét és a szerzői jogokat jelzi, nem szolgál a cikkben szereplő információk forrásmegjelöléseként.